# Einerverfolgung
Die Einerverfolgung ist eine Disziplin des Bahnradsports.

## Regeln
In der Einerverfolgung starten zwei Fahrer von den gegenüberliegenden Geraden der Bahn an der Verfolgerlinie. Sieger ist, wer eine vorgegebene Distanz als Erster bewältigt oder seinen Gegner vorher einholt. Die Distanz beträgt bei Erwachsenen 4000 Meter und bei Junioren bzw. Juniorinnen 3000 Meter. 
Bei Turnieren geht dem eigentlichen Verfolgungsrennen eine Qualifikation voraus. Dabei wird einzeln oder zu zweit auf Zeit gefahren, die Fahrer dürfen sich jedoch nicht im Windschatten des jeweils anderen bewegen. Die vier schnellsten Fahrer kommen weiter: Die beiden Bestplatzierten ermitteln im großen Finale den Sieger; die Nächstschnellsten bestreiten das kleine Finale um Platz drei.

## Entwicklung
Bei den Bahnradsport-Weltmeisterschaften 1938 in Amsterdam wurde ein Demonstrationsrennen in der Verfolgung ausgetragen. Die Idee zu dieser neuen Disziplin soll der US-amerikanische Radsportler Bill Martin gehabt haben. 1939 wurde die Einerverfolgung erstmals offiziell bei Bahn-Weltmeisterschaften in Mailand ausgetragen, allerdings wegen des Ausbruchs des Zweiten Weltkriegs nach den Vorläufen abgebrochen. 1946 wurden erstmals Weltmeister ermittelt, nach Profis und Amateuren getrennt. Dabei betrug die Distanz für Profis 5000 Meter und für Amateure 4000 Meter. 1958 gehörte die Einerverfolgung neben dem Sprint zu den ersten Weltmeisterschafts-Disziplinen für Frauen, und zwar über 3000 Meter.
Als 1993 die Trennung zwischen Profis und Amateuren im Radsport aufgehoben wurde, galt für die neu geschaffene Elite-Kategorie bei den Männern eine Distanz von 4000 Metern; Frauen fuhren weiterhin 3000 Meter. Die Distanz für männliche Junioren betrug ebenfalls 3000 Meter, für Juniorinnen 2000 Meter. Seit 2025 sind die Distanzen für beide Geschlechter einheitlich 4000 Meter (Elite) bzw. 3000 Meter (Junioren).
Bei den Olympischen Spielen wurde die Einerverfolgung von 1964 bis 2008 (Männer) bzw. von 1992 bis 2008 (Frauen) ausgetragen.

## Rekorde
Die aktuellen Weltrekordhalter sind bei den Männern Jonathan Milan, der bei der Weltmeisterschaft 2024 in Ballerup 3:59,153 Minuten benötigte, und bei den Frauen Anna Morris, die am 15. Februar 2025 in Heusden-Zolder bei der Europameisterschaft 2025 die 4000 Meter in 4:25,874 Minuten fuhr. Den Rekord der Frauen über 3000 Meter hielt zuletzt Chloé Dygert mit 3:16,937 Minuten, aufgestellt am 29. Februar 2020 in Berlin bei der Weltmeisterschaft 2020.

## Paracycling
Die Einerverfolgung wird auch im Paracycling betrieben. Ausgefahren wird sie mit Tandems aus sehbehindertem Fahrer und sehendem Piloten (Klasse B) und mit Rennrädern (Klasse C). Seit 2025 beträgt die Entfernung in den Leistungsklassen B, C4 und C5 jeweils 4000 Meter, in den Klassen C1 bis C3 beträgt sie 3000 Meter.

## Ergebnisse bei Bahnradsport-Weltmeisterschaften

### Männer

#### Amateure bis 1991
In den Jahren der Olympischen Spiele 1976, 1980, 1984, 1988 und 1992 wurde der Amateur-Wettbewerb bei Weltmeisterschaften nicht ausgetragen.
| Jahr | Gold                    | Silber                | Bronze             |
| ---- | ----------------------- | --------------------- | ------------------ |
| 1946 | Roger Rioland           | Børge Gissel          | Halle Janemar      |
| 1947 | Arnaldo Benfenati       | Atilio François Baldi | Knud E. Andersen   |
| 1948 | Guido Messina           | Jacques Dupont        | Charles Coste      |
| 1949 | Knud E. Andersen        | Cyril Cartwright      | Aldo Gandini       |
| 1950 | Sid Patterson           | Aldo Gandini          | Guido Messina      |
| 1951 | Mino De Rossi           | Raphaël Glorieux      | Guido Messina      |
| 1952 | Piet van Heusden        | Mino De Rossi         | Loris Campana      |
| 1953 | Guido Messina           | Loris Campana         | Daan de Groot      |
| 1954 | Leandro Faggin          | Peter Brotherton      | Norman Sheil       |
| 1955 | Norman Sheil            | Peter Brotherton      | Leandro Faggin     |
| 1956 | Ercole Baldini          | Leandro Faggin        | John Reuben Geddes |
| 1957 | Carlo Simonigh          | Franco Gandini        | Ab Geldermans      |
| 1958 | Norman Sheil            | Philippe Gaudrillet   | Carlo Simonigh     |
| 1959 | Rudi Altig              | Mario Vallotto        | Willy Trepp        |
| 1960 | Marcel Delattre         | Henk Nijdam           | Siegfried Köhler   |
| 1961 | Henk Nijdam             | Jacob Oudkerk         | Marcel Delattre    |
| 1962 | Kaj E. Jensen           | Herman Van Loo        | Jacob Oudkerk      |
| 1963 | Jean Walschaerts        | Stanislaw Moskwin     | Hugh Porter        |
| 1964 | Tiemen Groen            | Herman Van Loo        | Jiří Daler         |
| 1965 | Tiemen Groen            | Stanislaw Moskwin     | Preben Isaksson    |
| 1966 | Tiemen Groen            | Jiří Daler            | Giorgio Ursi       |
| 1967 | Gert Bongers            | Mogens Frey           | Jiří Daler         |
| 1968 | Mogens Frey             | Xaver Kurmann         | Lorenzo Bosisio    |
| 1969 | Xaver Kurmann           | Bernard Darmet        | Daniel Rebillard   |
| 1970 | Xaver Kurmann           | Ian Hallam            | Wiktor Bykow       |
| 1971 | Martín Emilio Rodríguez | Josef Fuchs           | Giacomo Bazzan     |
| 1973 | Knut Knudsen            | Herman Ponsteen       | Rupert Kratzer     |
| 1974 | Hans Lutz               | Orfeo Pizzoferrato    | Thomas Huschke     |
| 1975 | Thomas Huschke          | Wladimir Osokin       | Orfeo Pizzoferrato |
| 1977 | Norbert Dürpisch        | Uwe Unterwalder       | Daniel Gisiger     |
| 1978 | Detlef Macha            | Norbert Dürpisch      | Uwe Unterwalder    |
| 1979 | Nikolai Makarow         | Maurizio Bidinost     | Alain Bondue       |
| 1981 | Detlef Macha            | Dainis Liepiņš        | Maurizio Bidinost  |
| 1982 | Detlef Macha            | Rolf Gölz             | Mario Hernig       |
| 1983 | Wiktor Kupowez          | Bernd Dittert         | Dainis Liepiņš     |
| 1985 | Watschislaw Ekimow      | Gintautas Umaras      | Roland Günther     |
| 1986 | Watschislaw Ekimow      | Gintautas Umaras      | Dean Woods         |
| 1987 | Gintautas Umaras        | Watschislaw Ekimow    | Artūras Kasputis   |
| 1989 | Watschislaw Ekimow      | Jens Lehmann          | Steffen Blochwitz  |
| 1990 | Jewgeni Berzin          | Waleri Baturo         | Michael McCarthy   |
| 1991 | Jens Lehmann            | Michael Glöckner      | Jan Bo Petersen    |

#### Profis bis 1992
| Jahr | Gold               | Silber             | Bronze                 |
| ---- | ------------------ | ------------------ | ---------------------- |
| 1946 | Gerrit Peters      | Roger Piel         | Arne W. Pedersen       |
| 1947 | Fausto Coppi       | Antonio Bevilacqua | Hugo Koblet            |
| 1948 | Gerrit Schulte     | Fausto Coppi       | Antonio Bevilacqua     |
| 1949 | Fausto Coppi       | Lucien Gillen      | Wim van Est            |
| 1950 | Antonio Bevilacqua | Wim van Est        | Paul Matteoli          |
| 1951 | Antonio Bevilacqua | Hugo Koblet        | Kay Werner Nielsen     |
| 1952 | Sydney Patterson   | Antonio Bevilacqua | Lucien Gillen          |
| 1953 | Sydney Patterson   | Kay Werner Nielsen | Antonio Bevilacqua     |
| 1954 | Guido Messina      | Hugo Koblet        | Lucien Gillen          |
| 1955 | Guido Messina      | René Strehler      | Wim van Est            |
| 1956 | Guido Messina      | Jacques Anquetil   | Kay Werner Nielsen     |
| 1957 | Roger Rivière      | Albert Bouvet      | Guido Messina          |
| 1958 | Roger Rivière      | Leandro Faggin     | Franco Gandini         |
| 1959 | Roger Rivière      | Albert Bouvet      | Jean Brankart          |
| 1960 | Rudi Altig         | Willy Trepp        | Ercole Baldini         |
| 1961 | Rudi Altig         | Willy Trepp        | Leandro Faggin         |
| 1962 | Henk Nijdam        | Leandro Faggin     | Peter Post             |
| 1963 | Leandro Faggin     | Peter Post         | Henk Nijdam            |
| 1964 | Ferdi Bracke       | Leandro Faggin     | Ercole Baldini         |
| 1965 | Leandro Faggin     | Ferdi Bracke       | Dieter Kemper          |
| 1966 | Leandro Faggin     | Ferdi Bracke       | Dieter Kemper          |
| 1967 | Tiemen Groen       | Hugh Porter        | Leandro Faggin         |
| 1968 | Hugh Porter        | Ole Ritter         | Leandro Faggin         |
| 1969 | Ferdi Bracke       | Hugh Porter        | Peter Post             |
| 1970 | Hugh Porter        | Lorenzo Bosisio    | Charly Grosskost       |
| 1971 | Dirk Baert         | Charly Grosskost   | Hugh Porter            |
| 1972 | Hugh Porter        | Ferdi Bracke       | Dirk Baert             |
| 1973 | Hugh Porter        | René Pijnen        | Ferdinand Bracke       |
| 1974 | Roy Schuiten       | Ferdinand Bracke   | René Pijnen            |
| 1975 | Roy Schuiten       | Knut Knudsen       | Dirk Baert             |
| 1976 | Francesco Moser    | Roy Schuiten       | Knut Knudsen           |
| 1977 | Gregor Braun       | Knut Knudsen       | Steve Heffernan        |
| 1978 | Gregor Braun       | Roy Schuiten       | Jean-Luc Vandenbroucke |
| 1979 | Bert Oosterbosch   | Francesco Moser    | Herman Ponsteen        |
| 1980 | Tony Doyle         | Herman Ponsteen    | Hans-Henrik Ørsted     |
| 1981 | Alain Bondue       | Hans-Henrik Ørsted | Bert Oosterbosch       |
| 1982 | Alain Bondue       | Hans-Henrik Ørsted | Maurizio Bidinost      |
| 1983 | Steele Bishop      | Robert Dill-Bundi  | Hans-Henrik Ørsted     |
| 1984 | Hans-Henrik Ørsted | Tony Doyle         | Jean-Luc Vandenbroucke |
| 1985 | Hans-Henrik Ørsted | Tony Doyle         | Gregor Braun           |
| 1986 | Tony Doyle         | Hans-Henrik Ørsted | Jesper Worre           |
| 1987 | Hans-Henrik Ørsted | Jesper Worre       | Tony Doyle             |
| 1988 | Lech Piasecki      | Tony Doyle         | Jesper Worre           |
| 1989 | Colin Sturgess     | Dean Woods         | Régis Clère            |
| 1990 | Watschislaw Ekimow | Francis Moreau     | Armand de Las Cuevas   |
| 1991 | Francis Moreau     | Shaun Wallace      | Colin Sturgess         |
| 1992 | Mike McCarthy      | Shaun Wallace      | Artūras Kasputis       |

#### Elite seit 1993
| Jahr | Gold                | Silber             | Bronze                 |
| ---- | ------------------- | ------------------ | ---------------------- |
| 1993 | Graeme Obree        | Philippe Ermenault | Chris Boardman         |
| 1994 | Chris Boardman      | Francis Moreau     | Jens Lehmann           |
| 1995 | Graeme Obree        | Andrea Collinelli  | Stuart O’Grady         |
| 1996 | Chris Boardman      | Andrea Collinelli  | Francis Moreau         |
| 1997 | Philippe Ermenault  | Alexei Markov      | Andrea Collinelli      |
| 1998 | Philippe Ermenault  | Francis Moreau     | Robert Bartko          |
| 1999 | Robert Bartko       | Jens Lehmann       | Mauro Trentini         |
| 2000 | Jens Lehmann        | Stefan Steinweg    | Robert Hayles          |
| 2001 | Oleksandr Symonenko | Jens Lehmann       | Stefan Steinweg        |
| 2002 | Bradley McGee       | Luke Roberts       | Jens Lehmann           |
| 2003 | Bradley Wiggins     | Luke Roberts       | Sergi Escobar          |
| 2004 | Sergi Escobar       | Robert Hayles      | Robert Bartko          |
| 2005 | Robert Bartko       | Sergi Escobar      | Levi Heimans           |
| 2006 | Robert Bartko       | Jens Mouris        | Paul Manning           |
| 2007 | Bradley Wiggins     | Robert Bartko      | Sergi Escobar          |
| 2008 | Bradley Wiggins     | Jenning Huizenga   | Alexei Markow          |
| 2009 | Taylor Phinney      | Jack Bobridge      | Dominique Cornu        |
| 2010 | Taylor Phinney      | Jesse Sergent      | Jack Bobridge          |
| 2011 | Jack Bobridge       | Jesse Sergent      | Michael Hepburn        |
| 2012 | Michael Hepburn     | Jack Bobridge      | Westley Gough          |
| 2013 | Michael Hepburn     | Martyn Irvine      | Stefan Küng            |
| 2014 | Alexander Edmondson | Stefan Küng        | Marc Ryan              |
| 2015 | Stefan Küng         | Jack Bobridge      | Julien Morice          |
| 2016 | Filippo Ganna       | Domenic Weinstein  | Andrew Tennant         |
| 2017 | Jordan Kerby        | Filippo Ganna      | Kelland O’Brien        |
| 2018 | Filippo Ganna       | Ivo Oliveira       | Alexander Jewtuschenko |
| 2019 | Filippo Ganna       | Domenic Weinstein  | Davide Plebani         |
| 2020 | Filippo Ganna       | Ashton Lambie      | Corentin Ermenault     |
| 2021 | Ashton Lambie       | Jonathan Milan     | Filippo Ganna          |
| 2022 | Filippo Ganna       | Jonathan Milan     | Ivo Oliveira           |
| 2023 | Filippo Ganna       | Daniel Bigham      | Jonathan Milan         |
| 2024 | Jonathan Milan      | Josh Charlton      | Daniel Bigham          |

### Frauen
| Jahr | Gold                          | Silber                        | Bronze                 |
| ---- | ----------------------------- | ----------------------------- | ---------------------- |
| 1958 | Ljubow Kotschetowa            | Stella Bail                   | Kathleen Ray           |
| 1959 | Beryl Burton                  | Elsy Jacobs                   | Ljubow Kotschetowa     |
| 1960 | Beryl Burton                  | Marie-Thérèse Naessens        | Lyubov Zhogina         |
| 1961 | Yvonne Reynders               | Beryl Burton                  | Marie-Thérèse Naessens |
| 1962 | Beryl Burton                  | Yvonne Reynders               | Lidiya Tichomirova     |
| 1963 | Beryl Burton                  | Yvonne Reynders               | Ljubow Rjabchenko      |
| 1964 | Yvonne Reynders               | Beryl Burton                  | Aino Puronen           |
| 1965 | Yvonne Reynders               | Hannelore Mattig              | Aino Puronen           |
| 1966 | Beryl Burton                  | Yvonne Reynders               | Hannelore Mattig       |
| 1967 | Tamara Garkuchina             | Raissa Obodowskaja            | Beryl Burton           |
| 1968 | Raissa Obodowskaja            | Beryl Burton                  | Keetie van Oosten-Hage |
| 1969 | Raissa Obodowskaja            | Tamara Garkuchina             | Keetie van Oosten-Hage |
| 1970 | Tamara Garkuchina             | Raissa Obodowskaja            | Beryl Burton           |
| 1971 | Tamara Garkuchina             | Keetie van Oosten-Hage        | Iva Zajíčková          |
| 1972 | Tamara Garkuchina             | Keetie van Oosten-Hage        | Ljubow Sadoroschnaja   |
| 1973 | Tamara Garkuchina             | Keetie van Oosten-Hage        | Beryl Burton           |
| 1974 | Tamara Garkuchina             | Waljanzina Smirnowa           | Keetie van Oosten-Hage |
| 1975 | Keetie van Oosten-Hage        | Mary Jane Reoch               | Beryl Burton           |
| 1976 | Keetie van Oosten-Hage        | Luigina Bissoli               | Mary Jane Reoch        |
| 1977 | Wera Kusnezowa                | Anne Riemersma                | Karen Strong           |
| 1978 | Keetie van Oosten-Hage        | Anne Riemersma                | Luigina Bissoli        |
| 1979 | Keetie van Oosten-Hage        | Anne Riemersma                | Luigina Bissoli        |
| 1980 | Nadeschda Kibardina           | Karen Strong                  | Petra de Bruin         |
| 1981 | Nadeschda Kibardina           | Tamara Poljakowa              | Jeannie Longo          |
| 1982 | Rebecca Twigg                 | Connie Carpenter              | Jeannie Longo          |
| 1983 | Connie Carpenter              | Cindy Olavarri                | Jeannie Longo          |
| 1984 | Rebecca Twigg                 | Jeannie Longo                 | Rossella Galbiati      |
| 1985 | Rebecca Twigg                 | Jeannie Longo                 | Margaret Maas          |
| 1986 | Jeannie Longo                 | Rebecca Twigg                 | Barbara Ganz           |
| 1987 | Rebecca Twigg                 | Jeannie Longo                 | Mindee Mayfield        |
| 1988 | Jeannie Longo                 | Barbara Ganz                  | Mindee Mayfield        |
| 1989 | Jeannie Longo                 | Petra Rossner                 | Barbara Ganz           |
| 1990 | Leontien van Moorsel          | Madonna Harris                | Barbara Ganz           |
| 1991 | Petra Rossner                 | Janie Eickhoff                | Marion Clignet         |
| 1993 | Rebecca Twigg                 | Marion Clignet                | Janie Eickhoff         |
| 1994 | Marion Clignet                | Swetlana Samochwalowa         | Janie Eickhoff         |
| 1995 | Rebecca Twigg                 | Antonella Bellutti            | May Britt Våland       |
| 1996 | Marion Clignet                | Lucy Tyler-Sharman            | Antonella Bellutti     |
| 1997 | Judith Arndt                  | Natalja Karimowa              | Yvonne McGregor        |
| 1998 | Lucy Tyler-Sharman            | Leontien Zijlaard-van Moorsel | Judith Arndt           |
| 1999 | Marion Clignet                | Judith Arndt                  | Rasa Mažeikytė         |
| 2000 | Yvonne McGregor               | Judith Arndt                  | Jelena Tschalych       |
| 2001 | Leontien Zijlaard-van Moorsel | Olga Sljussarewa              | Jelena Tschalych       |
| 2002 | Leontien Zijlaard-van Moorsel | Olga Sljussarewa              | Katherine Bates        |
| 2003 | Leontien Zijlaard-van Moorsel | Katie Mactier                 | Olga Sljussarewa       |
| 2004 | Sarah Ulmer                   | Katie Mactier                 | Jelena Tschalych       |
| 2005 | Katie Mactier                 | Katherine Bates               | Karin Thürig           |
| 2006 | Sarah Hammer                  | Olga Sljussarewa              | Katie Mactier          |
| 2007 | Sarah Hammer                  | Rebecca Romero                | Katie Mactier          |
| 2008 | Rebecca Romero                | Sarah Hammer                  | Katie Mactier          |
| 2009 | Alison Shanks                 | Wendy Houvenaghel             | Vilija Sereikaitė      |
| 2010 | Sarah Hammer                  | Wendy Houvenaghel             | Vilija Sereikaitė      |
| 2011 | Sarah Hammer                  | Alison Shanks                 | Vilija Sereikaitė      |
| 2012 | Alison Shanks                 | Wendy Houvenaghel             | Ashlee Ankudinoff      |
| 2013 | Sarah Hammer                  | Amy Cure                      | Annette Edmondson      |
| 2014 | Joanna Rowsell                | Sarah Hammer                  | Amy Cure               |
| 2015 | Rebecca Wiasak                | Jennifer Valente              | Amy Cure               |
| 2016 | Rebecca Wiasak                | Małgorzata Wojtyra            | Annie Foreman-Mackey   |
| 2017 | Chloé Dygert                  | Ashlee Ankudinoff             | Kelly Catlin           |
| 2018 | Chloé Dygert                  | Annemiek van Vleuten          | Kelly Catlin           |
| 2019 | Ashlee Ankudinoff             | Lisa Brennauer                | Lisa Klein             |
| 2020 | Chloé Dygert                  | Lisa Brennauer                | Franziska Brauße       |
| 2021 | Lisa Brennauer                | Franziska Brauße              | Mieke Kröger           |
| 2022 | Franziska Brauße              | Bryony Botha                  | Josie Knight           |
| 2023 | Chloé Dygert                  | Franziska Brauße              | Bryony Botha           |
| 2024 | Anna Morris                   | Chloé Dygert                  | Bryony Botha           |